# Statens Serum Institut
Statens Serum Institut (SSI) är den danska nationella hälsovårdens centrala laboratorium och centrum för förebyggande och behandling av infektionssjukdomar, medfödda sjukdomar och biologiska hot. Organisatoriskt är SSI ett offentligt marknadsorienterat statligt bolag och en sektorsforskningsinstitution under Inrikes- och socialdepartementet med cirka 700 fast anställda.
Institutet ligger på Amager Boulevard på Amager och har sedan det grundades 1902 ett huvudkontor på Islands Brygge.
Förutom forskning om epidemiologi och förebyggande av sjukdomar, utvecklas och produceras vacciner. Som världens första vaccintillverkare beviljades det tillstånd 1996 att marknadsföra ett kombinerat vaccin mot difteri, stelkramp, polio och tuberkulos.

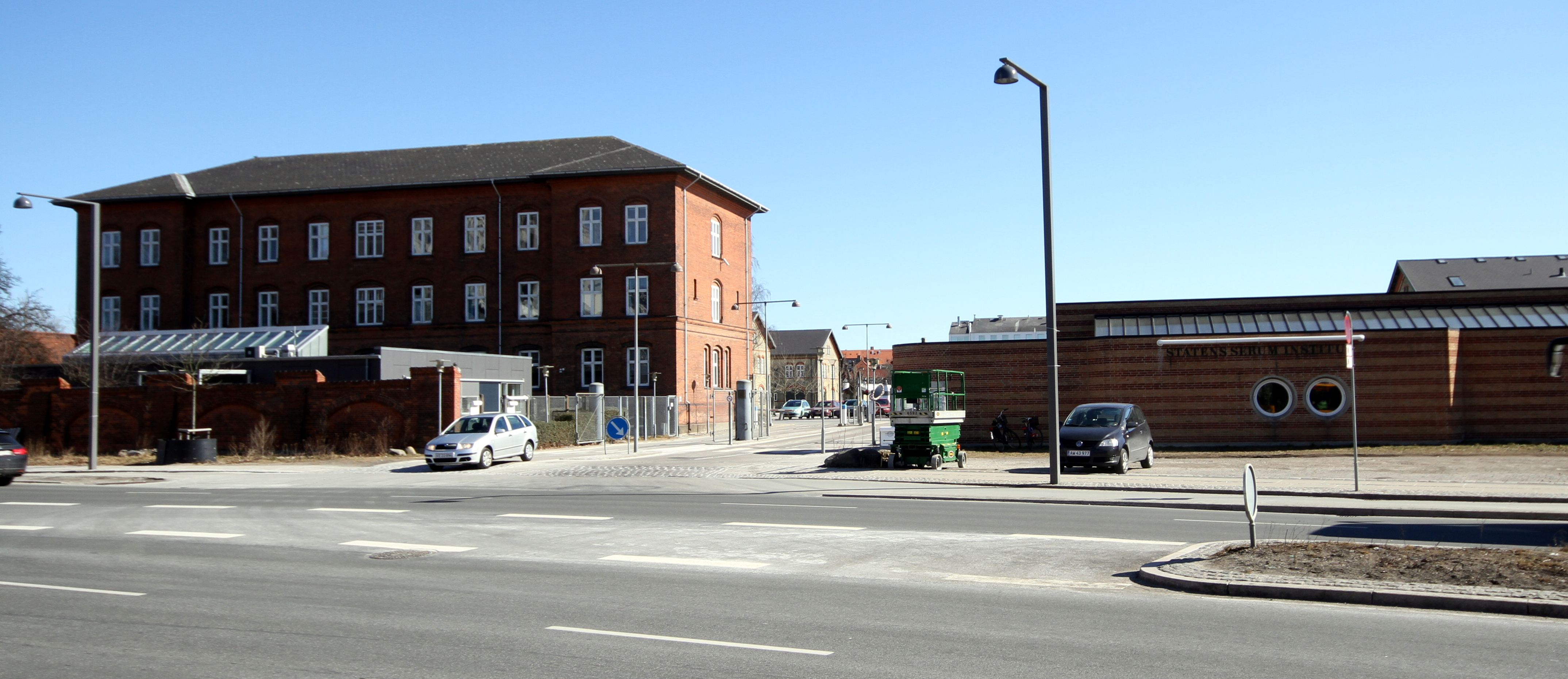
SSI:s huvudkontor idag